# Kim Chi-woo
Kim Chi-woo (en coreano: 김치우; Seúl, 11 de noviembre de 1983) es un exfutbolista surcoreano que jugaba en la posición de defensa.

## Carrera

### Clubes
| Periodo   | Club                             | País                | Apariciones | Goles |
| --------- | -------------------------------- | ------------------- | ----------- | ----- |
| 2004–2006 | Incheon United                   | Corea del Sur       | 52          | 0     |
| 2005      | → FK Partizan (cedido)           | Serbia y Montenegro | 8           | 0     |
| 2007–2008 | Jeonnam Dragons                  | Corea del Sur       | 37          | 2     |
| 2008–2017 | FC Seoul                         | Corea del Sur       | 176         | 10    |
| 2011–2012 | → Sangju Sangmu Phoenix (cedido) | Corea del Sur       | 38          | 1     |
| 2018–2019 | Busan IPark                      | Corea del Sur       | 51          | 1     |

### Selección nacional
Jugó para Corea del Sur en 29 ocasiones de 2006 a 2013 y anotó cinco goles; participó en la Copa Mundial de Fútbol Sub-20 de 2003, los Juegos Asiáticos de 2006 y la Copa Asiática 2007.

## Logros
- First League of Serbia and Montenegro: 2004–05
- K-League / K League Classic: 2010, 2012, 2016
- Korean FA Cup: 2007, 2015
- Korean League Cup: 2010

## Estadísticas
| Equipo        | Año   | Partidos | Goles |
| ------------- | ----- | -------- | ----- |
| Corea del Sur | 2006  | 2        | 0     |
| Corea del Sur | 2007  | 8        | 0     |
| Corea del Sur | 2008  | 7        | 0     |
| Corea del Sur | 2009  | 7        | 2     |
| Corea del Sur | 2010  | 0        | 0     |
| Corea del Sur | 2011  | 0        | 0     |
| Corea del Sur | 2012  | 2        | 2     |
| Corea del Sur | 2013  | 3        | 1     |
| Total         | Total | 29       | 5     |

| N.º | Fecha     | Sede                                                     | Rival           | Marcador | Resultado | Torneo                                               |
| --- | --------- | -------------------------------------------------------- | --------------- | -------- | --------- | ---------------------------------------------------- |
| 1   | 28-3-2009 | Estadio Mundialista de Suwon, Suwon, Corea del Sur       | Irak            | 1–1      | 2–1       | Amistoso                                             |
| 2   | 1-4-2009  | Estadio Mundialista de Seúl, Seúl, Corea del Sur         | Corea del Norte | 1–0      | 1–0       | Clasificación para la Copa Mundial de Fútbol de 2010 |
| 3   | 25-2-2012 | Estadio Mundialista de Jeonju, Jeonju, Corea del Sur     | Uzbekistán      | 3–0      | 4–2       | Amistoso                                             |
| 4   | 25-2-2012 | Estadio Mundialista de Jeonju, Jeonju, Corea del Sur     | Uzbekistán      | 4–2      | 4–2       | Amistoso                                             |
| 5   | 4-6-2013  | Estadio Ciudad Deportiva Camille Chamoun, Beirut, Líbano | Líbano          | 1–1      | 1–1       | Clasificación para la Copa Mundial de Fútbol de 2014 |